# Acalitus dissimus
Acalitus dissimus är en spindeldjursart som beskrevs av David C.M. Manson 1984. Acalitus dissimus ingår i släktet Acalitus och familjen Eriophyidae. Inga underarter finns listade i Catalogue of Life.